# Baron Bourchier

Wappen der Barone Bourchier

Baron Bourchier ist ein erblicher britischer Adelstitel in der Peerage of England. Der Titel ruht seit 1646.

## Verleihung und Abeyance
Der Titel wurde 1342 für Sir Robert Bourchier geschaffen, der 1340 bis 1341 Lordkanzler war. Der Titel wurde als Barony by writ geschaffen und ist auch in weiblicher Linie erblich. Da nach dem Tod des 10. Barons mehrere gleichberechtigte Erbinnen existierten, ruht der Titel seither (sog. Abeyance). Die Abeyance endet grundsätzlich erst dann, wenn nur noch eine berechtigte Erbin bzw. ein Nachkomme derselben vorhanden ist.
Aktuell haben folgende Nachkommen der Töchter des 9. Barons Anspruch auf den ruhenden Titel:
- Teresa Freeman-Grenville, 13. Lady Kinloss (* 1957)
- David Brudenell-Bruce, 9.Marquess of Ailesbury (* 1952)
- Robert Shirley, 14. Earl Ferrers (* 1952)

## Weitere Titel
Der 5. Baron wurde 1446 zum Viscount Bourchier und 1461 zum Earl of Essex erhoben. Beide Titel waren nur in männlicher Linie erblich und erloschen beim Tod des 6. Barons. Für den 8. Baron wurde 1572 erneut der Titel Earl of Essex geschaffen. Dieser erlosch beim Tod des 10. Barons 1646. Alle genannten Titel gehörten ebenfalls zur Peerage of England.

## Liste der Barone Bourchier (1342)
- Robert Bourchier, 1. Baron Bourchier († 1349)
- John Bourchier, 2. Baron Bourchier († 1400)
- Bartholomew Bourchier, 3. Baron Bourchier († 1409)
- Elizabeth Bourchier, 4. Baroness Bourchier (um 1399–1433)
- Henry Bourchier, 1. Earl of Essex, 1. Viscount Bourchier, 5. Baron Bourchier (um 1404–1483)
- Henry Bourchier, 2. Earl of Essex, 2. Viscount Bourchier, 6. Baron Bourchier (um 1472–1540)
- Anne Bourchier, 7. Baroness Bourchier († 1571)
- Walter Devereux, 1. Earl of Essex, 8. Baron Bourchier (1541–1576)
- Robert Devereux, 2. Earl of Essex, 9. Baron Bourchier (1566–1601)
- Robert Devereux, 3. Earl of Essex, 10. Baron Bourchier (1591–1646) (Titel abeyant seit 1646)